# Ołeksij Onufrijew
Ołeksij Onufrijew (ukr. Олексій Онуфрієв; ur. 24 lutego 1982 w Kijowie) – ukraiński koszykarz, występujący na pozycjach niskiego lub silnego skrzydłowego, reprezentant kraju, obecnie zawodnik MBK Mikołajów.

## Osiągnięcia
Stan na 17 kwietnia 2022, na podstawie, o ile nie zaznaczono inaczej.

### Drużynowe
- Uczestnik rozgrywek międzynarodowych:
  - EuroChallenge (2008/2009)
  - VTB (2011/2012)

### Indywidualne
- Zaliczony do I składu kolejki ligi ukraińskiej (19 – 2011/2012)

### Reprezentacja
Seniorska
- Uczestnik kwalifikacji do Eurobasketu (2007, 2009, 2011)

Młodzieżowa
- Uczestnik:
  - mistrzostw Europy U–20 (2002 – 12. miejsce)
  - kwalifikacji do mistrzostw Europy U–20 (2002)